# スロッテル
スロッテル（ノルウェー語: Slåtter）作品72は、エドヴァルド・グリーグが1903年に発表したピアノ独奏のための全17曲の曲集。「スロッテル」は器楽的な性格をもつ民俗舞曲の呼称で（単数形はスロット Slått）、ノルウェーの農民舞曲（ドイツ語: Norwegische Bauerntänze）とも呼ばれる。民俗楽器ハーディングフェーレ（ハルダンゲル・フィドル）の演奏の採譜をもとに書かれた。

## 作曲
グリーグは1888年4月に、ハーディングフェーレ奏者のクヌート・ダーレ (Knut Dahle) から手紙を受け取った。ダーレはテレマルク県ティンの出身で、ホーヴァル・ギボエン (Håvard Gibøen) や「ミラルグーテン」（"粉屋の少年"）として知られるトルゲイル・アウドゥンソンといった名奏者たちに学んだと名乗り、自らが受け継いだ音楽を後世に遺すための協力を求めていた。
以前からオーレ・ブルの導きで民俗音楽に関心を持ち、折々で演奏を聴きコンテスト (Kappleik) にも臨席していたグリーグはこの申し出に好意的に応えたが、このとき計画は実現しなかった。アメリカでの演奏活動を経て帰国したダーレは1901年秋にふたたび手紙を送り、ヴァイオリニストが採譜を行う必要があると考えたグリーグはクリスチャニアに住んでいたヨハン・ハルヴォルセンに依頼し、2週間かけてダーレの演奏をもとに採譜が行われた。
12月に楽譜を受け取ったグリーグはその内容に躊躇するとともに魅了され、「今スロットをピアノ用に編曲することは罪のように思われますが、その罪を私は遅かれ早かれ犯すことになるでしょう。これは魅力的過ぎるのです」と手紙に記している。海外への演奏旅行によって間が空き、翌1902年の秋から本格的に作業が始められた。1903年にペータース社から、ハルヴォルセンによるヴァイオリン用の楽譜に続いて出版が行われた。グリーグは楽譜に序文を付し、作品は音楽学者のヘルマン・クレッチマーに献呈された。
ダーレは1910年に『スロッテル』の原曲の一部を含む録音を残しており、孫のヨハンネス・ダーレ (Johannes Dahle) は1950年代に17曲すべての録音を行っている。

## 評価
1906年3月21日にクリスチャニアでグリーグが数曲を演奏したときには、聴衆はより初期の作品を好み、『スロッテル』への評価は芳しくなかった。数日後の演奏会では成功を収めたが、「ノルウェー人にとってはあまりにもノルウェー的に感じられたというパラドックス」が存在し、同時代にノルウェーのピアニストが取り上げることは少なかった。
作品は当初、むしろ国外の音楽家によって評価された。パーシー・グレインジャーは『スロッテル』に触れてグリーグへの崇拝が強まったと記し、グリーグは彼の演奏を「彼に匹敵するノルウェー人はいない」と評した。ハルヴォルセンは、パリの音楽院の学生たちの多くが「新しいグリーグ」(le nouveau Grieg) に注目していると報告している。パリに滞在していたバルトーク・ベーラもその一人で、1912年にノルウェーに旅行して自ら民俗音楽に触れ、ハーディングフェーレを買い求めているほか、晩年に至っても、グリーグを学ぶことは常に重要だと話していた。
「北欧のピアノ音楽のなかでもっとも魅力的な一つ」「ピアニストにとっての宝典」「それまでにグリーグが書いたすべては、この作品のための準備であり、道しるべであったかのよう」と評されるが、民俗音楽を用いた作品としての意義については議論がある。一方では、ノルウェーの民俗音楽を国際的な聴衆に向けて開放し、伝統をもとに新たなノルウェー音楽の様式を築いたと評価される。その一方で、ハーディングフェーレの演奏に含まれる要素である共鳴弦の響きや微分音、弓使い、不均等なリズム、また足踏みや即興的な演奏習慣が充分に再現されていないとの指摘もあり、エイヴィン・グローヴェンは自らが知るテレマルクの音楽のパロディのように感じられたと語っている。こうした意識のもとに、楽譜の校訂や演奏解釈を通して、もととなったハーディングフェーレ音楽の要素を『スロッテル』に反映させようとする試みが行われている。

## 楽曲
『スロッテル』はグリーグ最後の大規模なピアノ作品となった。グリーグは創作生活を通してノルウェーの民俗音楽から刺激を受け、自身の音楽性と民俗音楽とを統合することでノルウェーの国家形成にも貢献できると考えており、なかでもこの作品は民俗音楽へのもっとも野心的で先進的な取り組みである。『抒情小曲集』などと大きく異なるその語法は、印象主義音楽やバーバリズム、また新古典主義音楽といった新しい潮流に通じるとされる。
『スロッテル』に取り組んだ当初、グリーグは素材の扱いに不安を覚え「厄介な仕事 (Helvelde Arbejde)」と呼んだが、創意ある和声の扱いによって多彩なピアノ曲に仕立てている。楽譜の序文には「これらの民俗曲を芸術的な水準に高めようと」試み、単調さを避けながら明瞭な線を描こうとしたとされており、旋律の音域を変えたり、序奏、間奏、後奏を付け加えたりしたほかは、もととなった素材から大きく離れることなく編曲が行われている。細かい装飾や複雑なリズム、ポリフォニックな書法が曲集全体にみられ、演奏には高度な技術が要求される。
グリーグがこの作品を連作として構想したという根拠はなく、グリーグやグレインジャーも抜粋演奏を行っている一方で、アイナル・ステーン＝ノクレベルグは全曲を連作として演奏することを勧めている。
以下の日本語訳は『グリーグ その生涯と音楽』による。『スロッテル』に収録された曲の種類には、ガンガル、ハリング、スプリングダンス（スプリンガル）といったビュグデダンス（Bygdedans、"田舎の踊り"）と婚礼行進曲がある。ガンガル (Gangar) は6/8拍子、あるいは3連符を伴う2/4拍子による「歩き踊り」で、ハリング (Halling) は一般に男性のソロで踊られる2拍子の力強い踊り。曲集中では2/4拍子の場合はシンコペーションが、6/8拍子ではヘミオラが頻繁に用いられる。「飛び跳ね」という意味を持つスプリングダンス (Springdans) あるいはスプリンガル (Springar) はペアで踊られる3拍子の舞曲で地域差があり、テレマルクでは長-中-短の不均等なリズムで演奏される。
1. ギボエンの婚礼行進曲 Gibøens bruremarsj
2. ヨン・ヴェスタフェのスプリングダンス Jon Vestafes Springdans
3. テレマルクの婚礼行進曲 Bruremarsj fra Telemark
4. 丘の調べ（ハリング）Haugelåt. Halling
5. オース教区の角笛吹き（スプリングダンス）Prillaren fra Os prestegjeld. Springdans
6. ミラルグーテンのガンガル Gangar (etter Myllarguten)
7. ロートナムス＝クヌート[注 8]（ハリング）Røtnams-Knut. Halling
8. ミラルグーテンの婚礼行進曲 Bruremarsj (etter Myllarguten)
9. ニルス・レクヴェのハリング Nils Rekves Halling
10. クヌート・ルロセンのハリングI Knut Luråsens Halling I
11. クヌート・ルロセンのハリングII Knut Luråsens Halling II
12. ミラルグーテンのスプリングダンス Springdans (etter Myllarguten)
13. ホーヴァル・ギボエンがオーテルホルト橋で見た夢（スプリングダンス）Håvard Gibøens draum ved Oterholtsbrua. Springdans
14. ヴォッセヴァンゲンの花嫁トロルの旅立ち（ガンガル）Tussebrureferda på Vossevangen. Gangar
15. スクルダールの花嫁（ガンガル）Skuldalsbrura. Gangar
16. シヴレの乙女たち（セリオールのスプリングダンス）Kivlemøyane. Springdans frå Seljord
17. シヴレの乙女たち（ガンガル）Kivlemøyane. Gangar